# 山西康宝足球俱乐部
山西康宝足球俱乐部是一个已经解散的中国足球俱乐部，位于中国山西省太原市，成立于2000年4月1日，参加了当年的中国足球乙级联赛。赛后，俱乐部解散。